# Louis Berkhof
Louis Berkhof (14 de outubro de 1873 - 18 de maio de 1957) é um teólogo sistemático reformado cujas obras têm sido muito influentes na teologia calvinista da América do Norte e da América Latina. Sua Teologia Sistemática tem sido, durante décadas, o livro-texto utilizado em muitas faculdades protestantes de teologia no Brasil. 

## Vida
Berkhof nasceu nos Países Baixos e mudou-se, ainda pequeno, para os Estados Unidos.
```
nasceu na província holandesa de Drenthe nos 
Países Baixos
. Os pais de Louis Berkhof pertenceram ao partido separatista pietista-ortodoxo (1834) da Igreja Reformada. Mudou-se, ainda pequeno, para os 
Estados Unidos
 em 1882, quando a família se estabeleceu em 
Grand Rapids
, 
Michigan
, onde Louis viveu o restou de sua vida. Em 1900, ele graduou na Escola de Teologia da Igreja Cristã Reformada, em Grand Rapids. 
```

Entre dois pastorados em congregações reformadas, fez em dois anos (1902-1904) a pós-graduação em teologia no Seminário Teológico de Princeton. Em 1906, foi apontado professor para o Seminário Grand Rapids (posteriormente Seminário Teológico Calvin), onde serviu o restante de sua carreira lecionando teologia bíblica (1906-1914), Novo Testamento (1914-1926) e teologia sistemática (1926-1944). De 1931 a 1944 ele serviu como presidente daquela instituição.

## Teologia
Em seus anos iniciais no Seminário Calvin, Berkhof seguiu a linha do primeiro ministro holandês e teólogo reformado Abraham Kuyper. Kuyper apregoava veementemente contra um suposta tendência de “individualismo revolucionário” e na afirmava a necessidade de se cumprir o mandato cultural. Berkhof publicou vários livros aplicando princípios calvinistas às questões sociais como o industrialismo e o impacto da redenção na sociedade e na cultura, ele também argumentou que isso precisava ser feito em separado, nas organizações distintamente cristãs. Rompendo com a tradição pietista de sua família, a teologia de Berkhof baseia-se mais em Herman Bavinck, do que compartilha deste grupo regional e religioso.
Por volta de 1920, Berkhof ajudou a purificar a Igreja Cristã Reformada (Christian Reformed Church) da influência recebida do Dispensacionalismo fundamentalista e da alta crítica modernista. Essa última, combatia-a como sendo um erro pior. Consequentemente a segunda metade de sua carreira, ele se devotou para articular um consenso na teologia reformada, e foi marcado por uma consistente agenda anti-modernista. 
Berkhof produziu a sua monumental obra no início dos anos 1930: Reformed Dogmatics[2] (1932; e posteriores edições com o nome de Systematic Theology[3]), e a sua versão popular simplificada com o nome de Manual of Reformed Doctrine[4] (1933). Estas obras refletem a influência do seu mentor de Princeton, Gerhardus Vos, e de Bavink e de sua Gereformeerde Dogmatiek[5] (1906-1911), Berkhof seguiu-a em formato, substância e muitos outros detalhes. Em todas as suas obras apresenta a sua extensa tradição teocêntrica. Toda a iniciativa, virtude e certeza residem em Deus; tudo o que é oposto, procede da humanidade. De acordo com isto, a tarefa da vida é obedecer à autoridade divina, que é apresentada ao ser humano, de modo apropriado na Escritura. Para a teologia, em particular, Berkhof insistiu que a Escritura é a única fonte e norma. A razão humana, a experiência ou a tradição da igreja não poderiam suplementá-la, nem afetar a sua leitura. Berkhof erigiu sobre este baluarte a sua teologia sistemática, inclinando-se para uma linha moderada sobre temas da controvérsia calvinista e, reprovando as propostas modernistas.
Berkhof rejeitou um rigoroso racionalismo sobre a Bíblia e a ortodoxia, mas apresentou uma estrutura racionalista da própria mente. Somente a fé poderia apropriar-se da verdade salvadora da revelação, mas a razão tem o trabalho de arranjar estas verdades numa unidade sistemática que é vital. Idéias ditam ação, e a verdadeira experiência cristã segue formulações doutrinárias. Assim, após 1920, Berkhof em grande parte desistiu de seu talento anterior de comentários sócio-culturais e, concentrou-se de vez na criação de uma fortaleza teológica voltada para o grupo que enfrentou em tempos conturbados. O alcance e rigor de sua obra, bem como o seu apelo vão além de sua audiência original (particularmente entre os evangélicos de uma persuasão geralmente reformada), apresenta a força de sua tradição e o talento com o qual ele a defendeu.
Pastoreou 2 igrejas locais, e posteriormente exerceu a docência durante 38 anos, chegando a escrever 22 livros. Nota do tradutor.
publicada originalmente em 2 volumes: o primeiro tomo era um manual de história da doutrina, e o segundo um manual de doutrina, que, posteriormente foi ampliado e publicado como volume autônomo com o nome de Teologia Sistemática. O volume de história da doutrina foi publicado, em 1992, pela Editora PES com o nome de A História das Doutrinas Cristãs, seguindo o modelo de edições inglesas anteriores. Nota do tradutor.
[3] Publicada inicialmente pela LPC em 1990, e atualmente pela Editora Cultura Cristã com o título de Teologia Sistemática.
[4] O CEIBEL publicou este livro com o nome de Manual de Doutrina Cristã, apelidado de “Berkhofinho”.
[5] Dogmática Reformada. Nota do tradutor.